# Вольфганг Ларрасабаль Угуето
Вольфганг Енріке Ларрасабаль Угуето (ісп. Wolfang Enrique Larrazábal Ugueto ісп. вимова: [bolfˈɣaŋg laraˈsaβal], 5 березня 1911 — 27 лютого 2003) — венесуельський політичний та військовий діяч. Контр-адмірал, голова урядової хунти 1958 року. Прийшов до влади після усунення диктатури генерала Маркоса Переса Хіменеса та провів загальні вибори, повернувши країну до демократичного цивільного правління. З 1958 року кілька разів виставляв свою кандидатуру на президентських виборах, однак не зміг здобути перемогу.

## Біографія
Вольфганг Ларрасабаль народився 5 березня 1911 року в містечку Карупано, штат Сукре, Венесуела, в родині спадкового моряка Фабіо Ларрасабаля Бланко (нар. 1889) й Хероніми Угуето Маркес. Здобув середню освіту в коледжі Інституту Песталоцці в Маракайбо. 1928, у віці 17 років, вступив до Військово-морського училища, де навчався чотири роки.

### Військова кар'єра
1932 року Вольфганг Ларрасабаль закінчив училище, отримав перший офіцерський чин та розпочав службу у військово-морських силах Венесуели. Служив у Маракайбо, Пуерто-Кабельйо та Ла-Гуайрі. 1942 року отримав під своє командування канонерський човен «General Urdaneta». У подальшому, до 1945 року також командував судном берегової охорони «El Leandro» й канонеркою «Soublette». 1945 року, після падіння режиму Ісайаса Медіни Ангаріти й приходу до влади Революційної хунти Ромуло Бетанкура, кар'єра Ларрасабаля пішла вгору — він отримав звання капітана фрегата й невдовзі був призначений командиром головної бази ВМФ у Пуерто-Кабельйо. У липні 1947 року він став командувачем військово-морськими силами Венесуели. Однак 1949 року, після приходу до влади військового угрупування Карлоса Дельгадо Чальбо й Маркоса Переса Хіменеса, Вольфганг Ларрасабаль був відряджений військово-морським аташе до США. 1951 року його було відкликано на батьківщину та 1952 року призначено директором Національного інституту спорту (ісп. Instituto Nacional de Deportes). Ларрасабаль займав цей пост до 1955 року, а 1957 був обраний директором Ради збройних сил (ісп. Círculo de las Fuerzas Armadas).

### Січень 1958 року
15 грудня 1957 року диктатор Маркос Перес Хіменес провів плебісцит, на якому, за офіційними даними, більшість венесуельців проголосувала за продовження терміну його президентських повноважень. Підсумки плебісциту спричинили широке невдоволення у суспільстві. Коли 20 грудня уряд оголосив, що Перес Хіменес отримав загальну підтримку та продовжить залишатись главою держави, це повідомлення спричинило хвилю обурення не тільки серед опозиційних кіл і населення, але й в армії. 31 грудня 1957 року на військовій авіабазі «Бока-де-Ріо» (Boca de Río) поблизу Маракая спалахнуло антиурядове повстання, а 1 січня 1958 авіація бази завдала удару по Каракасу. Повстання в Маракаї підтримала дислокована в казармах «Урданета» частина столичного гарнізону на чолі з підполковником Уго Трехо. Наступного дня, 2 січня, повстанці капітулювали. Коли всіх причетних до змови було викрито й заарештовано, стало зрозуміло, наскільки було поширено невдоволення режимом серед офіцерів усіх трьох видів військ.
На світанку 23 січня 1958 року Перес Хіменес вирішив залишити охоплений хвилюваннями Каракас. Із палацу «Мірафлорес» він із родиною та найближчими прибічниками відбув на аеродром «Карлота», звідки президентський авіалайнер «Vaca Sagrada» («Священна корова») доставив його до Сьюдад-Трухільйо (Домініканська Республіка), де один з найбільш одіозних диктаторів того часу Рафаель Трухільйо надав йому політичний притулок. Звістка про втечу диктатора, який ще місяць тому заявляв про свою всенародну підтримку, спричинила шквал радощів у столиці. Армія та поліція швидко втратили контроль над ситуацією, й населення почало громити будинки прибічників Переса Хіменеса, редакцію урядової газети «El Heraldo» і штаб-квартиру політичної поліції «Seguridad Nacional». Деякі офіцери поліції були вбиті на місці. Маси народу прямували з усіх боків до пустого президентського палацу «Мірафлорес» та заповнили його коридори. Невдовзі лідери опозиції та представники армійського командування заявили там про сформування Тимчасової урядової хунти трьох видів військ.

### Глава тимчасового режиму
Тимчасову урядову хунту (ісп. Junta de Gobierno Provisional) очолив контр-адмірал Вольфганг Ларрасабаль, який склав із себе командування флотом. До хунти також увійшли полковники Роберто Касанова, Абель Ромеро Вільяте, Карлос Луїс Арагуе та Педро Хосе Кеведо. Дипломат Едгар Санабріа став секретарем хунти. Однак присутність у складі хунти полковників Касанови та Ромеро Вільяте спричинила нові протести, та вдень 24 січня їх було виведено з її складу. Місця військовиків посіли підприємці Еухеніо Мендоса та Блас Ламберті. Хунта сформувала тимчасовий уряд, складений із цивільних юристів, бізнесменів та чиновників. Полковник Хесус Марія Кастро Леон, міністр оборони, став єдиним військовиком у його складі. Хунта Ларрасабаля оголосила про проведення до кінця року загальних виборів, звільнила політичних в'язнів, дозволила політичним вигнанцям повернутись на батьківщину, віддала під суд причетних до репресій діячів часів «перехіменізму» (perejimenismo) — режиму Переса Хіменеса.
Під час свого нетривалого правління Вольфганг Ларрасабаль пережив дві спроби усунення. Першу здійснив 23 липня 1958 року міністр оборони полковник Хесус Марія Кастро Леон, другу — 7 вересня — офіцери Хосе Елі Мендоса та Діас Монкада Відаль, які прагнули не допустити проведення виборів. 31 жовтня провідні політичні партії Демократична дія, КОПЕЙ та Республіканський демократичний союз уклали пакт «Punto Fijo», в якому зобов'язались захищати конституцію, визнавати підсумки народного волевиявлення та підтримувати національну єдність. Сам Вольфганг Ларрасабаль передав 14 листопада 1958 року владу цивільному члену хунти Едгару Санабріа й виставив свою кандидатуру на президентських виборах від блоку партій у складі Демократичного республіканського союзу, Комуністичної партії та Незалежного національного виборчого руху.

### Дипломатія та політика
Однак на виборах 7 грудня 1958 року контр-адмірал Ларрасабаль зайняв за кількістю голосів лише друге місце (903.479 бюлетенів або 34,61 %), поступившись Ромуло Бетанкуру (Демократична дія). Він пішов у відставку зі збройних сил та 1959 року погодився зайняти пост посла Венесуели в Чилі. 1962 року Ларрасабаль пішов з дипломатичної служби, очолив партію Народна демократична сила та виставив свою кандидатуру на президентські вибори. Проте вибори 1 грудня 1963 року принесли йому тільки п'яте місце за кількістю голосів (9,43 %). 1968 року він утретє намагався виставити свою кандидатуру в президенти, однак знову зазнав невдачі — у 1960-их роках в країні сформувалась фактично двопартійна система, за якої при владі чергувались представники КОПЕЙ та Демократичної дії. Втім, Ларрасабаль успішно обирався до Національних зборів Венесуели кілька разів поспіль, а потім став довічним сенатором.
Вольфганг Ларрасабаль помер 27 лютого 2003 року в Каракасі від зупинки дихання.